# Amoroto
Amoroto é um município da Espanha na província da Biscaia, comunidade autónoma do País Basco, com 12,94 km² de área. Em 2021 tinha 414 habitantes (densidade: 32 hab./km²).

## Demografia
| Variação demográfica do município entre 1991 e 2004 | Variação demográfica do município entre 1991 e 2004 | Variação demográfica do município entre 1991 e 2004 | Variação demográfica do município entre 1991 e 2004 |
| --------------------------------------------------- | --------------------------------------------------- | --------------------------------------------------- | --------------------------------------------------- |
| 1991                                                | 1996                                                | 2001                                                | 2004                                                |
| 391                                                 | 374                                                 | 376                                                 | 370                                                 |